# Ips grandicollis
Ips grandicollis es una especie de escarabajo del género Ips, tribu Ipini, familia Curculionidae. Fue descrita científicamente por Wood y Bright en 1992.
Se mantiene activa durante todos los meses del año.

## Descripción
Mide 4 milímetros de longitud.

## Distribución
Se distribuye por México, Estados Unidos, Canadá, Australia, China, Guatemala, Honduras y Nicaragua.